# Ủy ban Hiến pháp và Pháp luật Đại hội Đại biểu Nhân dân Toàn quốc
Ủy ban Hiến pháp và Pháp luật Đại hội Đại biểu Nhân dân Toàn quốc (tiếng Trung: 全国人民代表大会宪法和法律委员会; Hán-Việt: Toàn quốc Nhân dân Đại biểu Đại hội Hiến pháp hòa Pháp luật Ủy viên hội; bính âm: Quánguó Rénmín Dàibiǎo Dàhuì Xiànfǎ hé Fǎlǜ Wěiyuánhuì) là một trong mười ủy ban chuyên môn của Đại hội Đại biểu Nhân dân Toàn quốc (Nhân Đại Toàn quốc), cơ quan quyền lực nhà nước cao nhất của Cộng hòa Nhân dân Trung Hoa.

## Lịch sử
Ủy ban chuyên môn này được thành lập với tư cách là Ủy ban Pháp luật Đại hội Đại biểu Nhân dân Toàn quốc trong kỳ họp đầu tiên của Đại hội Đại biểu Nhân dân Toàn quốc khóa VI vào tháng 6 năm 1983 và tồn tại trong mọi kỳ Nhân Đại Toàn quốc kể từ đó. Năm 2018, nó được đổi tên thành Ủy ban Hiến pháp và Pháp luật Đại hội Đại biểu Nhân dân Toàn quốc nhằm đẩy mạnh cải cách thể chế Đảng và Nhà nước.

## Chủ nhiệm
| Nhân Đại Toàn quốc                            | Chủ nhiệm                |
| --------------------------------------------- | ------------------------ |
| Đại hội Đại biểu Nhân dân Toàn quốc khóa VI   | Bành Xung (彭冲)         |
| Đại hội Đại biểu Nhân dân Toàn quốc khóa VII  | Vương Hán Bân (王汉斌)   |
| Đại hội Đại biểu Nhân dân Toàn quốc khóa VIII | Tiết Câu (薛驹)          |
| Đại hội Đại biểu Nhân dân Toàn quốc khóa IX   | Vương Duy Trừng (王维澄) |
| Đại hội Đại biểu Nhân dân Toàn quốc khóa X    | Dương Cảnh Vũ (杨景宇)   |
| Đại hội Đại biểu Nhân dân Toàn quốc khóa XI   | Hồ Khang Sinh (胡康生)   |
| Đại hội Đại biểu Nhân dân Toàn quốc khóa XII  | Kiều Hiểu Dương (乔晓阳) |
| Đại hội Đại biểu Nhân dân Toàn quốc khóa XIII | Lý Phi (李飞)            |
| Đại hội Đại biểu Nhân dân Toàn quốc khóa XIV  | Tín Xuân Ưng (信春鹰)    |